# Knapiatek brązowy
Knapiatek brązowy (Agroeca brunnea) – gatunek pająka z rodziny obniżowatych.

## Taksonomia
Gatunek ten opisany został w 1833 roku przez Johna Blackwalla jako Agelena brunnea. Do rodzaju Agroeca przeniósł go w 1873 roku Anton Menge. Tworzy grupę gatunków brunnea wraz z Agrocera lusatica, a być może także z Agrocera dentigera.
Gatunek ten uznawany był za gatunek typowy rodzaju Agroeca. Rodzaj ten został wprowadzony w 1861 roku przez Niklasa Westringa dla pojedynczego, gatunku opisanego przez Karla Ludwiga Kocha jako Philoica linotina, który później został zsynonimizowany z Agroeca brunnea. Późniejsze przebadanie zbioru Westringa wykazało jednak, że osobniki oznaczone przez niego jako linotina należą w rzeczywistości do Agroeca proxima, stąd Torbjörn Kronestedt sugeruje w pracy z 2009, że to A. proxima uznać należy gatunkiem typowym rodzaju.

## Opis
Samce osiągają od 5,1 do 7 mm, a samice od 6 do 9,4 mm długości ciała. Karapaks zmierzony u 20 samców miał od 2,74 do 3,36 mm długości oraz od 2,11 do 2,7 mm szerokości, zaś u 20 samic od 2,71 do 3,47 mm długości i od 1,19 do 1,44 mm szerokości. Owłosienie ciała jest złociście połyskujące. Ubarwienie karapaksu może być od jasnożółtawobrązowego po jasnoczerwonobrązowe. Brzegi karapaksu są czarniawe lub czarne, a jego wierzch ma ciemne, szarawe linie rozchodzące się promieniście. Odległość pomiędzy oczami tylno-środkowej pary jest równa odległości pomiędzy nimi a oczami pary tylno-bocznej. Szczękoczułki samca są żółtawe z trzema ząbkami na obu krawędziach i ciemnorudobrązowymi kłami jadowymi. Sternum samca jest rudobrązowe i nieco nakrapiane. U samicy szczękoczułki i sternum są brązowe. Opistosoma (odwłok) samca ma wierzch ciemnorudobrązowy z szarymi szewronami z tyłu, a spód rudobrązowy z dwoma podłużnymi rzędami jasnych kropek. U samicy opistosoma ma wierzch szarawobrązowy z ciemniejszym znakiem lancetowatym z przodu i ciemniejszymi szewronami z tyłu. Kądziołki przędne i wieczka płucotchawek są ubarwione żółtawo. Odnóża kroczne są żółtawe do brązowawych, ciemniejsze w częściach odsiebnych.
Nogogłaszczki samca mają krótką i haczykowatą apofizę retrolateralną, dużą apofizę medialną z długim i nieco zakrzywionym haczykiem, a apofizę tegularną zajmującą większą część przedniej połowy bulbusa i w części odsiebnej rozwidloną na dwie gałęzie, z których zewnętrzna jest niezakrzywiona. Embolus jest szeroki, u nasady zaopatrzony w kil. Konduktor jest błoniasty. Mata z gęsto rozmieszczonych, grubych włosków zdobi cymbium. Dłuższa niż szeroka płytka płciowa samicy ma mniej lub bardziej równolegle biegnące listewki kutykularne w tylnej części, otwory kopulacyjne położone bocznie oraz krawędź środkową bardzo wyraźną ponad przewodami kopulacyjnymi. Przewody kopulacyjne zakręcają pod kątem prostym. Kształt zbiorników nasiennych jest spiralnie skręcony.

## Biologia i ekologia

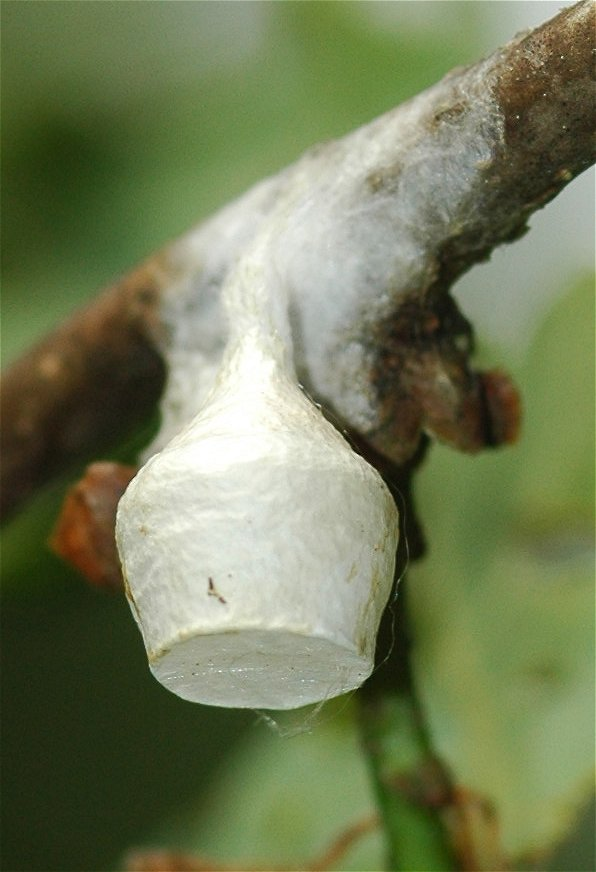
Kokon samicy przed zamaskowaniem

Gatunek stosunkowo liczny, ale trudny do odnalezienia. Zasiedla mchy i ściółkę lasów liściastych i iglastych, bagna, wrzosowiska i suche łąki. Osobniki dorosłe aktywne są przez cały rok, zimą należąc do fauny naśnieżnej. Polują nocą. Za dnia kryją się np. pod kawałkami kory i kamieniami.
Samica przędzie na wiosnę kokon zawierający od 40 do 60 żółtawobiałych jaj. Kokon ów ma kształt odwróconego kieliszka i przymocowywany jest za pośrednictwem krótkiej szypułki do źdźbeł traw, łodyg roślin zielnych, wrzosów lub kolcolistów. Zazwyczaj jeszcze tej samej nocy samica maskuje kokon za pomocą cząstek gleby, tak że ostatecznie przypomina grudkę ziemi.

## Rozprzestrzenienie
Pająk palearktyczny, znany z Portugalii, Hiszpanii, Francji, Irlandii, Wielkiej Brytanii, Belgii, Holandii, Niemiec, Szwajcarii, Liechtensteinu, Austrii, Włoch, Słowenii, Danii, Szwecji, Norwegii, Finlandii, Estonii, Polski, Litwy, Łotwy, Czech, Słowacji, Węgier, Białorusi, Ukrainy, Rumunii, Mołdawii, Bułgarii, Serbii, Czarnogóry, Rosji, Turcji i Japonii.